# کیت موریس
کیت موریس (انگلیسی: Keith Morris؛ زادهٔ ۱۸ سپتامبر ۱۹۵۵) یک موسیقی‌دان اهل ایالات متحده آمریکا است. وی از سال ۱۹۷۶ میلادی تاکنون مشغول فعالیت بوده‌است. 